# Port-à-Piment
Port-à-Piment este o comună din arondismentul Les Côteaux, departamentul Sud, Haiti, cu o suprafață de 60,28 km2 și o populație de 17.207 locuitori (2009).